# Anja Rubik
Anja Rubik (tiếng Ba Lan: Anna Helena Rubik, Sinh ngày 12 tháng 6 năm 1983 tại Rzeszów, Ba Lan. Cô là một người mẫu người Ba Lan.

## Thời niên thiếu
Rubik và gia đình rời Ba Lan vào năm 1988 và đến sống ở Hy Lạp, Canada, và Umtata, Nam Phi. Cô học tiểu học và trung học tại Częstochowa, Ba Lan. Rubik được giới thiệu về nghề người mẫu khi cô đang học tại Paris, nhưng cô muốn kết thúc công việc học hành của mình trước khi tham gia vào nghề người mẫu, lúc đó cô chỉ làm người mẫu vào các ngày cuối tuần. Gia đình của cô vẫn đang sống tại Ba Lan.

## Sự nghiệp
Anja bắt đầu sự nghiệp người mẫu chuyên nghiệp sau khi tốt nghiệp phổ thông. Cô được lên trang bìa của nhiều tạp chí bao gồm Pháp, Hàn Quốc, Nhật Bản, Tây Ban Nha và Vogue Đức, Numéro, Flair, Russh, Nylon và Elle. Cô đã làm người mẫu cho nhiều thương hiệu như Givenchy, Chloe, Christian Dior, Hermès, Valentino, Gucci, H&M, Gap, Fendi, Missoni, Versace, Dolce & Gabbana, Oscar de la Renta, Chanel, Balenciaga, Calvin Klein,Balmain, Louis Vuitton, và Ralph Lauren. Cô cũng thường xuyên được mời tham gia trình diễn trong tuần lễ thời trang cao cấp của các hãng Valentino, Chanel, Christian Lacroix và Elie Saab. Anja thường xuyên được mời phỏng vấn trên các tạp chí thời trang nổi tiếng.
Anja Rubik tham gia trình diễn cho Victoria's Secret vào năm 2009 và 2010.
Vogue Paris xếp cô trong top 30 người mẫu của thập niên 2000. Năm 2011 cô đứng vị trí thứ 3 trong top 50 người mẫu do trang web Models.com bình chọn chỉ sau Freja Beha, Natasha Poly và Lara Stone, đứng thứ 18 trong top 25 người mẫu có thu nhập cao nhất thế giới cũng do Models.com bình chọn. Anja cũng thường xuyên có mặt trong top 10 first face của Fasshion TV trong các tuần lễ thời trang.
Năm 2011, Anja Rubik là một trong những người mẫu xuất hiện trong bộ lịch Pirelli do Karl Lagerfeld làm đạo diễn. Cô cũng là người mẫu xuất hiện trong chiến dịch quảng cáo của Lacoste trong tháng 1.
Anja Rubik là người mẫu yêu thích của Fendi cô liên tục được ở đầu cho show diễn của hãng này trong nhiều năm liền.

## Cuộc Sống Cá Nhân
Anja Rubik và bạn trai lâu năm của cô, người mẫu Sasha Knezevic đã đính hôn ngay trước Giáng sinh năm 2010 tại Viên. Họ đang mong đợi 1 đám cưới vào tháng 5 hoặc tháng 6.